# Ansichtsware
Als Ansichtsware wird im Handel die einem potentiellen Käufer unverbindlich zugestellte Ware bezeichnet. Der Käufer hat damit die Möglichkeit, die Ware zu inspizieren, eventuell auch zu testen und zu evaluieren, bevor er sich zu einem Kauf verpflichtet. Da er die Ware vor dem Kauf prüfen kann, reduziert dies das Risiko, dass sie nicht den Erwartungen oder Anforderungen entspricht. Zudem kann der Käufer verschiedene Produkte vergleichen und die beste Option auswählen.
Wesentliche Bereiche sind beispielsweise, neben den Auswahlsendungen des allgemeinen Internethandels an private Kunden:
- Neue Produkte zur Begutachtung und gegebenenfalls der Bestellung durch den voraussichtlichen Abnehmer
- Im Buchhandel Kommissionsware oder Kundenaufträge mit der Option des Einzelhändlers, sie an den Großhändler oder Verlag bei Nichtabnahme durch den Endkunden (Remissionsrecht) zu retournieren (Remittenden).[1] Beschädigte Ansichtsware ist ein Teil des Antiquariatsangebots.[2]

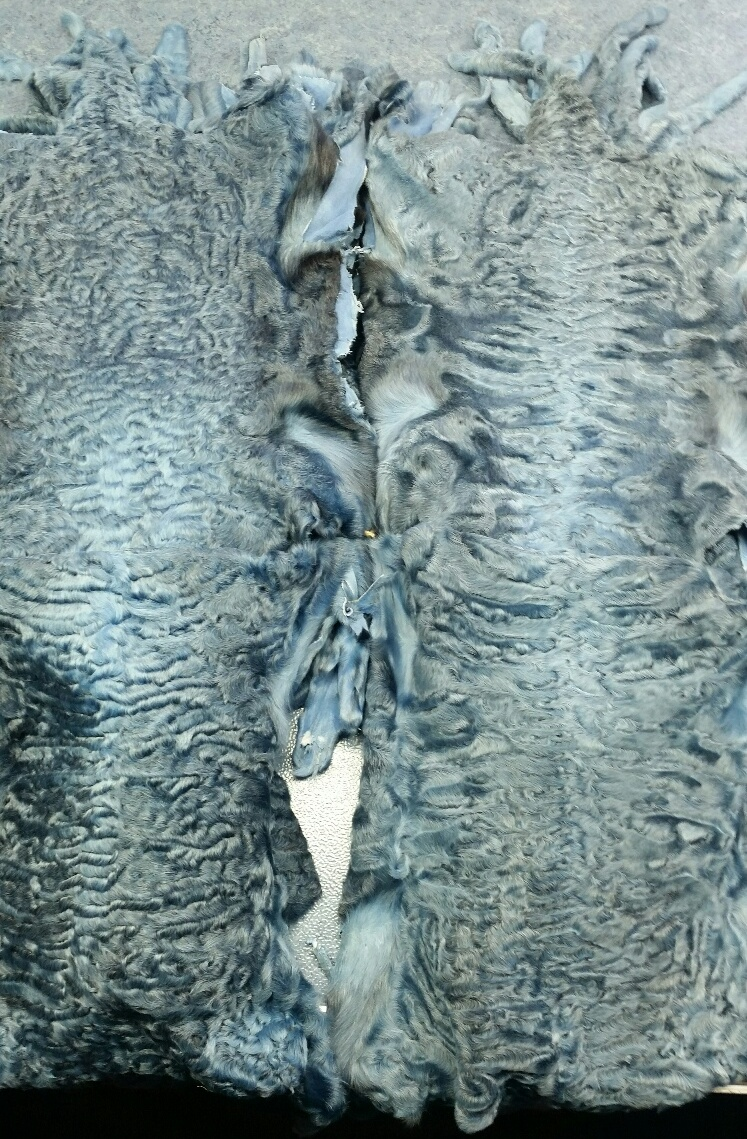
Zwei Karakulfellbunde zur Auswahl

- Im Rauchwarenhandel (Fellgroßhandel) und dem Pelzhandel, Sendungen an den verarbeitenden Kürschner von Zupassern und Kürschnersortimenten oder von Pelzkonfektion, sofern es sich bei Letzterer nicht um feste Aufträge handelt. Wegen der naturgemäß unterschiedlichen Felle fallen diese Produkte jeweils nicht genau mustergetreu aus, Felle und Fellsortimente werden deshalb meist in größerer als benötigter Zahl zum Aussuchen, zur Ansicht zugesandt.[3]

Übliche oder besondere Geschäftsbedingungen in der deutschen Pelzbranche sind beispielsweise:
- „Alle Ansichtswaren reisen und lagern für Ihre Rechnung und Gefahr und werden nur mit meiner bzw. der Originalplombe und Etiketten versehen zurückgenommen.“
- „Der Besteller ist berechtigt, den Liefergegenstand im ordentlichen Geschäftsgang zu veräußern. […].“
- „Ansichtsware kann fest in Rechnung gestellt werden, wenn sie nicht innerhalb von 8 Tagen ab Erhalt zurückgesandt wird, Ein weitergehender Handelsbrauch bleibt unberührt.“
- „Ansichtsware, die nicht innerhalb von acht Tagen nach Übergabe in unsere Verkaufsräume bzw. unser Lager zurückgegeben worden ist, gilt als fest übernommen, es sei denn, dass ausdrücklich und schriftlich ein abweichender Zeitraum vereinbart wurde. Von diesem Zeitpunkt an sind wir berechtigt, die Ansichtsware als fest verkauft in Rechnung zu stellen. Ansichtsware gilt erst dann als verkauft und darf weiterverkauft werden, wenn Bestätigung des Verkaufs durch uns erfolgt ist. Dies geschieht durch unsere Verkaufsrechnung, die gleichzeitig als Auftragsbestätigung gilt. Solange der Auftrag nicht bestätigt ist, sind wir berechtigt, Ansichtsware jederzeit und ohne Angabe von Gründen zurückzuverlangen. Die Rücknahme von Ansichtsware erfolgt vorbehaltlich der Feststellung der Mängelfreiheit durch uns. Dies gilt insbesondere dann, wenn Bunde ohne unsere Genehmigung geöffnet oder Plomben entfernt oder verletzt wurden, ferner wenn die Ansichtsware im Schaufenster ausgestellt worden ist. Bei Feststellung der Mangelhaftigkeit der Ansichtsware durch uns oder in einem der vorgenannten Fälle haben wir das Recht, die Ansichtsware statt der Rücknahme zum Lieferpreis der Ware in mangelfreiem Zustand zu berechnen.“
- „[…] Nach Ablauf der Frist kann Schadensersatz wegen Nichterfüllung der Rücksendungsverpflichtung verlangt werden.“

Üblicherweise enthalten bei angeforderter Ansichtsware die Lieferscheine oder die Geschäftsbedingungen einen Vermerk, welcher der Geschäftspartner das Transportrisiko trägt und dass nach einer bestimmten Frist die Ware in Rechnung gestellt wird. Die Haftung für das Transportrisiko der Hin- und Rücksendung von Ansichtsware wird in den jeweiligen Versicherungsverträgen des Handels besonders geregelt.